# التهاب اللفائفي
التهاب اللفائفي هو التهاب الجزء الأسفل من الأمعاء الدقيقة المسمى باللفائفي، وعادة ما يترافق مع مرض كرون. ويمكن ان يرافق عادة امراض مثل: الأمراض المعدية، نقص التروية، والأورام، أخذ أدوية معينة، والتهاب الأمعاء اليوزيني. ويطلق اسم مرض كرون على النوع الشائع منه. كما يعرف أيضًا بالالتهاب المعوي. الية حدوث المرض تختلف باختلاف السبب لكن جميعها تؤدي إلى تهيج الغشاء المخاطي المبطن للفائفي وبالتالي حدوث الالتهابات.
مسببات المرض فهي العدوى والتهيج المعوي والانسداد المعوي وخطأ في امتصاص الجدران المعوية أثناء الهضم.
أما مضاعفاته فهي انسداد معوي، نزيف، أعراض خارج الأمعاء، سوء التغذية.
مآل المرض: المرض نفسه يتطور تدريجيا، وبدون علاج فانه يؤدي إلى انسداد الأمعاء نتيجة لزيادة مسك جدارها. وقد يؤدي إلى الموت ذا لم يتم علاجه. 

## الأعراض
أهم أعراض المرض هي الألم أثناء وبعد وجبات الطعام، فقدان الوزن، سوء التغذية، حيث تحدث للمريض نوبات من التقلصات المعدية والحمى والإسهال. وفي أغلب الحالات، تظهر هذه الأعراض أولاً على الأشخاص من سن 15 إلى 30 عامًا. ويشعر المرضى بتحسن فيما بين هذه النوبات، ويعاني بعضهم نوبة أو أكثر، ويعاني بعضهم الآخر نوبات عديدة.
وخلال نوبة المرض، يتورم الجدار الداخلي للَّفائفي. وقد يؤثر الجدار المتورم على اللفائفي ويمنع مرور الطعام. وتؤدي كل من هذه النوبات إلى حدوث جرح بالجدار الداخلي، وتضيف إليه طبقة من الأغشية الملتهبة. وقد يؤدي هذا التضخم إلى انسداد اللفائفي.
وفي الشخص السليم، نجد أن جدران اللفائفي تمتص الطعام، ولكن في كثير من مرضى التهاب اللفائفي يؤدي الانتفاخ إلى منع امتصاص الطعام. وعدد كبير من هؤلاء المرضى تقل أوزانهم ويشعرون بالجوع.

## التشخيص
يتم التشخيص من خلال السيرة المرضية والفحص السريري التنظير السفلي للفائفي والقولون والتصوير الشعاعي للبطن مع الباريوم وبعض الفحوصات الدموية للكشف عن الالتهابات وعن وجود الاجسام المضادة 
يعالج الأطباء هذا المرض بعقاقير تقلل من الالتهاب، حيث يستخدمون نظامًا غذائيًا معيّنًا وأغذية مكملة، فضلاً عن التغذية عن طريق الأوردة بمحاليل ذات سعرات حرارية عالية لمنع حدوث الجوع. وفي الحالات المُلِحّة، لابد من إجراء عملية جراحية. ومع ذلك، فإن المرض يعاود أكثر من نصف عدد المرضى الذين تجرى لهم عمليات جراحية.

## العلاج
يتم العلاج باستخدام نظام غذائي معين يحتوي على كمية قليلة من الألياف مع شرب كميات كبيرة من السوائل وتجنب الاطعمة الصلبة والحارة. والعلاج الدوائي وفغر اللفائفي حسب الحاجة.
يعالج الأطباء هذا المرض بعقاقير تقلل من الالتهاب، حيث يستخدمون نظامًا غذائيًا معيّنًا وأغذية مكملة، فضلاً عن التغذية عن طريق الأوردة بمحاليل ذات سعرات حرارية عالية لمنع حدوث الجوع. وفي الحالات المُلِحّة، لابد من إجراء عملية جراحية. ومع ذلك، فإن المرض يعاود أكثر من نصف عدد المرضى الذين تجرى لهم عمليات جراحية.

## طرق الوقاية
لا يوجد طريقة معينة لتجنب الحالة لكن ينصح بتجنّب الأطعمة الصلبة وتجنب الاطعمة الحارة أو التي تحتوي على التوابل وتجنب التدخين، لتجنّب تهيج اللفائفي.